# Chris Massoglia
Christopher Paul Massoglia (Minneapolis, Minnesota; 29 de marzo de 1992) es un actor estadounidense.

## Origen y educación
Christopher Paul Massoglia nació el 29 de marzo de 1992 en Minneapolis, Minnesota. Sus padres son Christopher y Karen Massoglia, su padre es un quiropráctico y su madre es ama de casa. Sus padres son cristianos y republicanos. Tiene tres hermanos menores, Matt, Mike y Katie.
Dotado de una inteligencia superior a la media, Massoglia fue educado en casa por su madre. Mientras sus compañeros estaban dando temas de tercer grado, Massoglia cursaba estudios de octavo grado. A los doce años se matriculó en una universidad online, donde su curso incluía psicología del desarrollo, estudios bíblicos, álgebra e historia de América.
Durante su tiempo libre practica jiu-jitsu, toca el piano, y monta a caballo, y en 2004 jugó la Serie Mundial de Pequeñas Ligas Campeonato Regional del Medio Oeste.  

## Carrera

### Inicios en la actuación
Massoglia empezó a actuar en los talleres organizados por una escuela de danza en Minneapolis. Participó en audiciones para anuncios de televisión mediante videos caseros. Sus primeros trabajos incluyen la publicidad de Target, Marshall Field's, PepsiCo, y Best Buy.
Después de una búsqueda a nivel nacional, fue uno de los tres niños que llegaron a Nueva York para hacer una prueba con Nicole Kidman. A partir de 2003, empezó a trabajar regularmente en televisión bajo el nombre "Chris Kelly". En 2004 apareció en dos episodios de Medical Investigation y también en cuatro capítulos del drama policial de televisión Wanted al año siguiente. Comenzó a usar su verdadero apellido en 2008. 

### Cine
La primera película donde Massoglia actuó fue Un verano Plumm de 2007, que recibió un lanzamiento limitado en los Estados Unidos, pero su papel más destacado fue en 2009 como Darren Shan en la película Cirque du Freak: The Vampire's Assistant. Su siguiente proyecto fue la película de terror en 3-D The Hole.
También llegó a participar en Charlie St. Cloud interpretando a Sam St. Cloud al ser adulto, junto a Zac Efron, pero sus escenas fueron cortadas en la edición final. 

## Filmografía

### Películas
| Año  | Película                                 | Película      |
| 2007 | A Plumm Summer                           | Elliott Plumm |
| 2009 | The Hole                                 | Dane          |
| 2009 | Cirque du Freak: The Vampire's Assistant | Darren Shan   |
| 2013 | Our Wild Hearts                          | Ryan          |
| 2016 | The Matchbreaker                         | Zach          |
| 2017 | Because of Grácia                        | Chase Morgan  |
| 2018 | The Lumber Baron                         | Jimmie Bower  |

### Series televisivas
| Año  | Película              | Película    | Notas       |
| 2003 | Law & Order           | Sam Connors | 1 episodios |
| 2004 | Medical Investigation | Jack Connor | 2 episodios |
| 2005 | Wanted                | Tony Rose   | 4 episodios |
| 2006 | Boys Life             | Tom Porter  |             |
| 2016 | In an Instant         | Jacob Lyle  | 1 episodio  |